# Ратнер, Юрий Александрович
Ратнер Юрий Александрович (Израилевич) ( 25 марта 1895, Чаусы Могилёвской губернии — 1979, Казань ) — советский хирург-онколог. Доктор медицинских наук (1935), профессор (1935). Заслуженный деятель науки РСФСР (1940). Основатель хирургических методов лечения лёгочного туберкулёза в Казани. Почётный член Всесоюзного и Российского общества онкологов. Организатор службы торакальной хирургии и урологии в Казани. Отец А.Ю. Ратнера

## Биография
Родился в многодетной семье приказчика на лесоразработках, брат нефролога Шахно Израилевича Ратнера. В 1920 окончил медицинский факультет Казанского университета. В период с 1922 по 1973 работал ГИДУВе — ординатор, ассистент, профессор, заведующий кафедрой хирургии и онкологии (1935-1972). Во время Великой Отечественной войны главный хирург эвакогоспиталей Татарской и Удмуртской АССР. С 1926 консультант-хирург Противотуберкулёзного диспансера ТАССР. В 1945-1979 главный онколог Министерства здравоохранения ТАССР.

## Научные труды
- «Гнойный плеврит и его лечение». Казань, 1935;
- «Огнестрельные ранения груди». Казань, 1944;
- «Опухоли кишечника». Казань, 1962;
- «Очерки хирургии опухолей груди и живота». М., 1966;
- «Неотложная хирургия груди и живота». Казань, 1970 ( в соавторстве).